# 大耳朵图图
《大耳朵图图》是上海美术电影制片厂制作的一部动画片。
该片上映后也被称为「中国版《蜡笔小新》」，该片导演承认确有参考和借鉴当时流行的蜡笔小新，并表示后26集会完全摆脱《蜡笔小新》的影响，更贴近中国孩子的生活。该动画的全部角色造型由装帧设计师速泰熙设计。在第12届上海国际电影节期间，与yoyoman共同亮相於“海上电影之夜”舞台，是台海两岸首次动漫形象合作，合拍系列动画。
2017年推出剧场版《大耳朵图图之美食狂想曲》。

## 主要人物
| 配音演员 | 角色   | 备注 |
| 豆豆     | 胡图图 | 年齡為三岁半，性格快乐、善良、知足、没心没肺、精力充沛、不记仇、爱胡思乱想、常常语出惊人；最喜欢吃零食，最讨厌在妈妈的监督下學習 |
| 赵铭     | 胡英俊 | 胡图图的爸爸 |
| 范蕾颖   | 张小丽 | 胡图图的妈妈 |
| 金炜     | 小怪   | 胡图图的宠物猫 |
| 王肖兵   | 牛爷爷 | 胡图图的朋友，空巢老人 |
| 楊夢露   | 小美   | 胡图图的朋友，一个漂亮的女孩 |
| 李晔     | 壮壮   | 胡图图的朋友，图图的崇拜对象 |

## 剧情
该片讲述了三岁孩子胡图图快乐成长的小故事，探索了孩子从无知到有知的学习过程，表现了他们成长中的喜悦和烦恼；有評論指该片的对话和情节充满了童真和童趣，且提供正确的知识指导，达到寓教于乐的目的。
| 年份   | 系列   | 首播频道     | 每季集数 |
| ------ | ------ | ------------ | -------- |
| 2004年 | 第一季 | 央视少儿频道 | 26集     |
| 2006年 | 第二季 | 央视少儿频道 | 26集     |
| 2008年 | 第三季 | 央视少儿频道 | 26集     |
| 2010年 | 第四季 | 央视少儿频道 | 26集     |
| 2016年 | 第五季 | 央视少儿频道 | 26集     |

## 获奖记录
- 最佳编导奖[8]（获奖）
- 优秀长篇美术片奖[8][9]（获奖）
- 美猴奖的“系列连续片”[10]（获奖）
- 最佳国产动画金奖。[11]（获奖）
- 优秀国产动画二等奖，奖金70万元人民币。[12][6]（获奖）
- 2009年中宣部“五个一工程”奖[6]（获奖）
- 最佳动画电视片奖[13]
- 中国电视艺术最高政府奖“星光奖”[14]
- 获得了2013年年度十大卡通形象大奖第一名。[15]

## 衍生品开发
- 2006年，大耳朵图图的衍生品尚未建立起完整的产业链，相關的玩偶、影像、图书等停留在草擬阶段，尚未實行[8]。

- 大耳朵图图儿童剧《大耳朵图图之梦想英雄》在福州[16]、南平、[17]上海木偶剧团[18][19]、苏州[20]、上海白玉兰剧场[21]、广州中山纪念堂[22]、杭州剧院[23]上演。
- 2008年，大耳朵图图另一儿童剧《大耳朵图图之万圣节梦境冒险》在上海大剧院上演。[24]

- 2009年，大耳朵图图作为首部无障碍动画影片在上海市盲童学校上映。[25]
- 2009年，大耳朵图图开发“图图童鞋”的制鞋业，并成立了“图图（中国）儿童成长育才基金计划”，作为专项打造的少儿运动赛事基金平台。[26]

### 剧场版
- 2017年：《大耳朵图图之美食狂想曲》
- 2021年：《大耳朵图图之霸王龙在行动》

## 引进台湾
台湾电视台业者希望在2008年8月引进《大耳朵图图》，但须经过行政院新闻局审查。在第12届上海国际电影节期间，大陆动漫形象“大耳朵图图”与台湾动漫形象YOYOMAN共同亮相“海上电影之夜”舞台，是海峡两岸首次动漫形象合作，合拍系列动画。

## 节目变迁
| 重温经典频道 动画剧场 週一至週日 18:00-19:00          | 重温经典频道 动画剧场 週一至週日 18:00-19:00  | 重温经典频道 动画剧场 週一至週日 18:00-19:00 |
| ----------------------------------------------------- | --------------------------------------------- | -------------------------------------------- |
|                                                       | 大耳朵图图 (第一季) （2024.2.12 - 2024.2.21） |                                              |
| 三个和尚 （2024.2.12） 济公 （2024.2.10 - 2024.2.17） | 三个和尚 [二轮复播] （2024.2.21）             |                                              |

注：《济公》原本在2月10日18:30的纪录剧场时段开始播出，每日一集。从2月12日起《大耳朵图图》播出之后，《济公》开始与《大耳朵图图》共用动画和纪录剧场18:00-19:30的时段。《济公》于2月17日播毕。此后《大耳朵图图》每日四集或五集连播至2月21日播毕，接档原来《济公》播出的18:30-19:00时段，而19:00-19:30的时段则分配给纪录剧场继续播出纪录片《百年巨匠》。以上信息参考自中国广电电视信息公众号发布的节目表。